# Lorena Borjas
Lorena Borjas, född den 29 maj 1960. död den 30 mars 2020, var en mexikansk-amerikansk aktivist i frågor som gällde transpersonsers och immigranters rättigheter. Hon var känd som ballroomkulturens moder inom Latinxkulturen i Queens, New York.